# Catania SSD
Catania SSD (offiziell: Catania Società Sportiva Dilettantistica a r.l., bis 2022 Calcio Catania 1946 S.p.A.) ist ein italienischer Fußballclub aus der sizilianischen Stadt Catania.
Die Vereinsfarben sind Rot und Azurblau. Als Stadion dient dem Verein das Stadio Angelo Massimino, es bietet Platz für 23.420 Zuschauer. Zurzeit spielt der Verein in der Serie C und gewann in der Saison 2023/2024 den Pokalwettbewerb der Serie C (1:2 und 4:2 gegen Padua, Coppa Italia Serie C).

## Fan-Ausschreitungen 2007
Am 2. Februar 2007 kam es während des sizilianischen Derbys gegen den US Palermo zu Ausschreitungen zwischen Catanias Ultras und der Polizei. Dabei wurde ein 38 Jahre alter Polizist in seinem Fahrzeug getötet, er starb vermutlich an inneren Verletzungen. Der italienische Fußballverband stoppte daraufhin auf unbestimmte Zeit alle weiteren Fußballspiele in Italien inklusive die der Nationalmannschaft. Der Club-Präsident und Eigentümer von Catania, Antonino Pulvirenti, bekundete, sich wegen der Ereignisse aus dem Fußballgeschäft zurückzuziehen, tat dieses aber nicht.

## Spielmanipulationen 2015
2014/15 war der Verein Opfer eines Bestechungsskandals des Präsidenten Antonino Pulvirenti, der zugab, fünf Spiele manipuliert zu haben.
Aufgrund dieses Skandals wurde Catania in die dritte italienische Liga zurückgestuft und startete dort in der Saison 2015/16 mit neun Punkten Abzug.

## Zwangsabstieg und Neugründung 2022
Im April 2022 wurde Catania Calcio aufgrund erneuter Finanzprobleme aus der Serie C ausgeschlossen. Der australische Unternehmer Ross Pelligra, dessen Mutter aus Sizilien stammt, stieg im Sommer 2022 beim Verein ein. Es erfolgte die Neugründung als Catania SSD, der Verein startete in der Saison 2022/23 in der viertklassigen Serie D.

## Erfolge
- A-Mannschaft:
- Serie B: 1 (1953/54)

Clublogo bis 2022

- Serie C: 4 (1938/39), (1942/43), (1948/49), (1974/75) und (1977/78)
- Serie C1: 1 (1979/80)
- Serie C2: 1 (1998/99)
- Coppa Italia Serie C (2023/24)

## Ehemalige Spieler
- Miguel Andreolo
- Enzo Bearzot
- Amedeo Biavati
- Fabio Caserta
- Chinesinho
- Attilio Ferraris
- Romano Fogli
- Fabio Gatti
- Gennaro Iezzo
- Engelbert König
- Giovanni Marchese
- Giovanni Martusciello
- Luigi Milan
- Jehad Muntasser
- Bortolo Mutti
- Walter Novellino
- Luis Oliveira
- Inácio Piá
- Jaroslav Šedivec
- Claudio Ranieri
- Giuseppe Sabadini
- Gennaro Sardo
- Lorenzo Squizzi
- Guglielmo Stendardo
- Horst Szymaniak
- Attilio Tesser
- Juan Manuel Vargas
- Davor Vugrinec
- Johan Walem
- Renato Zaccarelli
- Riccardo Zampagna
- Roberto De Zerbi

## Trainerhistorie

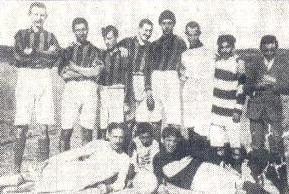
Frühestes bekanntes Foto des A.S. Educazione Fisica Pro Patria, aus dem später Catania Calcio wurde

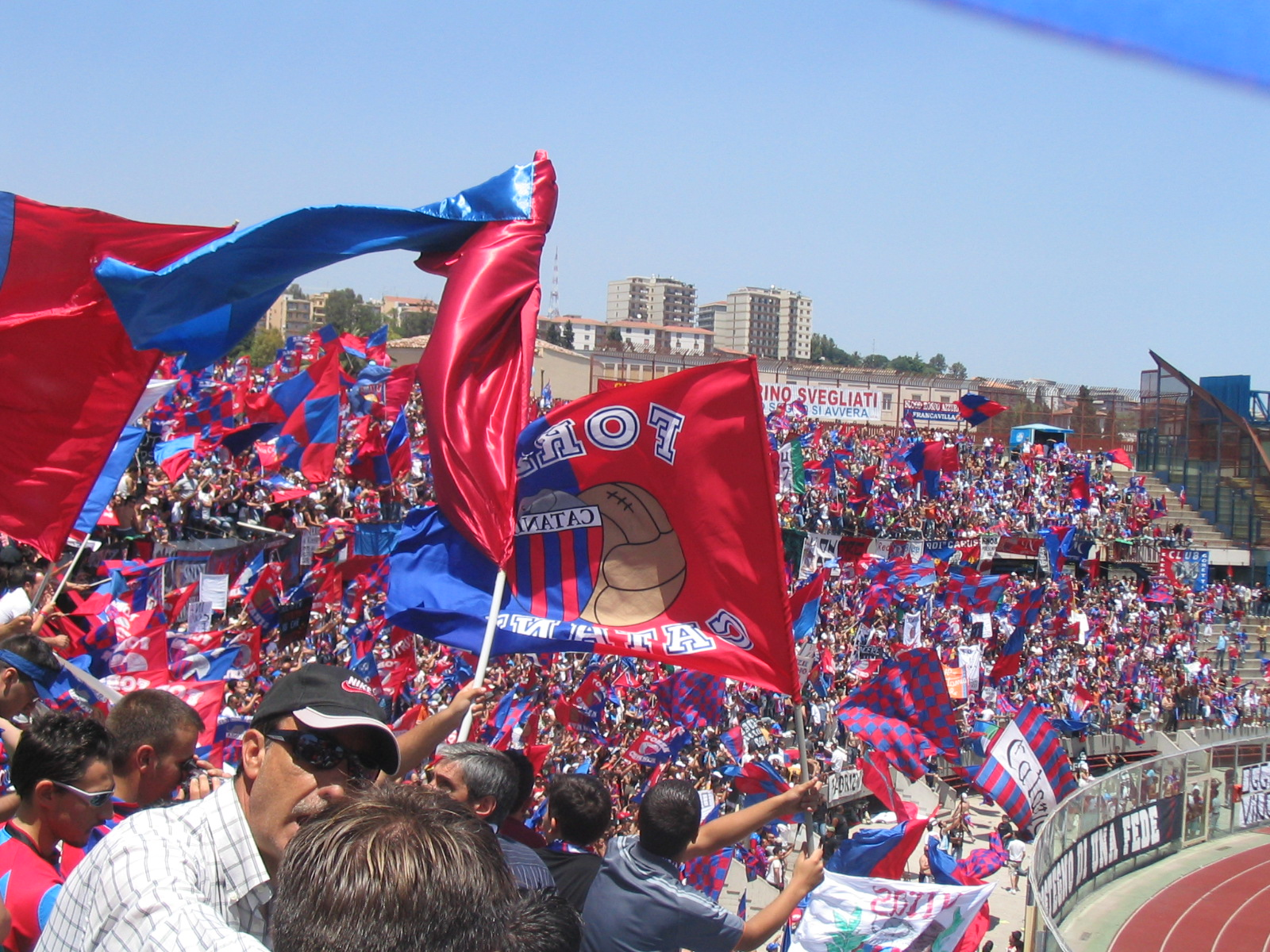
Nordkurve des Stadio Angelo Massimino mit Fans von Catania Calcio

| 1929–1930 | Giorgio Armari                                                       |
| 1930–1931 | Antal Mally                                                          |
| 1931–1932 | Nicola Papa Ernst Walter Joachim Giacinto Bavazzano                  |
| 1932–1933 | Lajos Czeizler                                                       |
| 1933–1936 | Géza Kertész                                                         |
| 1936–1937 | Piero Colombati                                                      |
| 1937–1938 | Giovanni Degni                                                       |
| 1938–1939 | Giovanni Degni                                                       |
| 1939–1940 | István Mészáros György Orth                                          |
| 1940–1941 | Ernst Guszik                                                         |
| 1941–1942 | Géza Kertész                                                         |
| 1942–1943 | Berardo Frisoni                                                      |
| 1946–1947 | Lorenzo Bergia Cesare Goffi                                          |
| 1947–1948 | Achille Piccini Nicolò Nicolosi                                      |
| 1948–1949 | Giovanni Degni József Bánás                                          |
| 1949–1950 | Mario Magnozzi Stanislao Klein                                       |
| 1950–1951 | Lajos Politzer (Technischer Direktor) und Nereo Marini               |
| 1951–1952 | Nereo Marini Rodolfo Brondi Fioravante Baldi                         |
| 1952–1953 | Giulio Cappelli (Technischer Direktor) Fioravante Baldi              |
| 1953–1954 | Piero Andreoli                                                       |
| 1954–1955 | Piero Andreoli                                                       |
| 1955–1956 | Piero Andreoli Enzo Bellini                                          |
| 1956–1957 | Gipo Poggi                                                           |
| 1957–1958 | Gipo Poggi Riccardo Carapellese Nicolò Nicolosi Francesco Capocasale |
| 1958–1959 | Felice Borel Blagoje Marianovic Carmelo Di Bella                     |
| 1959–1965 | Carmelo Di Bella                                                     |
| 1965–1966 | Carmelo Di Bella Luigi Valsecchi                                     |
| 1966–1967 | Dino Ballacci                                                        |
| 1967–1968 | Dino Ballacci Luigi Valsecchi                                        |
| 1968–1969 | Egizio Rubino                                                        |
| 1969–1971 | Egizio Rubino                                                        |
| 1971–1972 | Salvador Calvanese Luigi Valsecchi Carmelo Di Bella                  |

| 1972–1973 | Carmelo Di Bella                                              |
| 1973–1974 | Carmelo Di Bella Luigi Valsecchi Guido Mazzetti Adelmo Prenna |
| 1974–1975 | Gennaro Rambone Egizio Rubino                                 |
| 1975–1976 | Egizio Rubino Guido Mazzetti                                  |
| 1976–1977 | Carmelo Di Bella Luigi Valsecchi                              |
| 1977–1978 | Carlo Matteucci Guido Mazzetti                                |
| 1978–1979 | Adelmo Capelli                                                |
| 1979–1980 | Gennaro Rambone Lino De Petrillo                              |
| 1980–1981 | Lino De Petrillo Guido Mazzetti                               |
| 1981–1982 | Giorgio Michelotti Salvatore Bianchetti Guido Mazzetti        |
| 1982–1983 | Gianni Di Marzio                                              |
| 1983–1984 | Gianni Di Marzio Giovan Battista Fabbri                       |
| 1984–1985 | Antonio Renna                                                 |
| 1985–1986 | Gennaro Rambone Salvo Bianchetti Antonio Colomban             |
| 1986–1987 | Gennaro Rambone Bruno Pace                                    |
| 1987–1988 | Osvaldo Jaconi Pietro Santin Bruno Pace                       |
| 1988–1989 | Bruno Pace Carmelo Russo                                      |
| 1989–1990 | Carmelo Russo Angelo Sormani                                  |
| 1990–1991 | Angelo Sormani                                                |
| 1991–1992 | Giuseppe Caramanno Franco Vannini                             |
| 1992–1993 | Salvatore Bianchetti                                          |
| 1993–1994 | Franco Indelicato Lorenzo Barlassina                          |
| 1994–1995 | Pier Giuseppe Mosti Angelo Busetta                            |
| 1995–1996 | Lamberto Leonardi Aldo Cerantola Mario Russo                  |
| 1996–1997 | Angelo Busetta Giovanni Mei                                   |
| 1997–1998 | Giovanni Mei Franco Gagliardi                                 |
| 1998–1999 | Piero Cucchi                                                  |
| 1999–2000 | Gianni Simonelli                                              |
| 2000–2001 | Ivo Iaconi Vincenzo Guerini                                   |

| 2001–2002 | Aldo Ammazzalorso Pietro Vierchowod Francesco Graziani und Maurizio Pellegrino |
| 2002–2003 | Osvaldo Jaconi Maurizio Pellegrino John Toshack Edoardo Reja Vincenzo Guerini  |
| 2003–2004 | Gabriele Matricciani Stefano Colantuono                                        |
| 2004–2005 | Maurizio Costantini Nedo Sonetti                                               |
| 2005–2006 | Pasquale Marino                                                                |
| 2006–2007 | Pasquale Marino                                                                |
| 2007–2008 | Silvio Baldini Walter Zenga                                                    |
| 2008–2009 | Walter Zenga                                                                   |
| 2009–2010 | Gianluca Atzori Siniša Mihajlović                                              |
| 2010–2011 | Marco Giampaolo Diego Simeone                                                  |
| 2011–2012 | Vincenzo Montella                                                              |
| 2012–2013 | Rolando Maran                                                                  |
| 2013–2014 | Luigi De Canio Rolando Maran                                                   |
| 2014      | Maurizio Pellegrino                                                            |
| 2014      | Giuseppe Sannino                                                               |
| 2014–15   | Maurizio Pellegrino                                                            |
| 2015      | Dario Marcolin                                                                 |
| 2015–16   | Giuseppe Pancaro                                                               |
| 2016      | Francesco Moriero                                                              |
| 2016–17   | Pino Rigoli                                                                    |
| 2017      | Mario Petrone                                                                  |
| 2017      | Giovanni Pulvirenti                                                            |
| 2017–18   | Cristiano Lucarelli                                                            |
| 2018–19   | Andrea Sottil                                                                  |
| 2019      | Walter Novellino                                                               |
| 2019      | Andrea Camplone                                                                |
| 2019–20   | Cristiano Lucarelli                                                            |
| 2020–21   | Giuseppe Raffaele                                                              |
| 2021–22   | Francesco Baldini                                                              |
| 2022–     | Giovanni Ferraro                                                               |